# آمبوهیدراپتو
آمبوهیدراپتو (به لاتین: Ambohidrapeto) یک منطقهٔ مسکونی در ماداگاسکار است که در آنالامانگا واقع شده‌است. آمبوهیدراپتو ۵٫۵ کیلومتر مربع مساحت و ۱۵٬۹۶۵ نفر جمعیت دارد.